# 38
Het jaar 38 is het 38e jaar in de 1e eeuw volgens de christelijke jaartelling.

## Gebeurtenissen

### Italië
- Keizer Caligula laat aan de baai van Napels een schipbrug aanleggen, van Pozzuoli naar Baia, dit ten koste van de Alexandrijnse graanvloot.
- Caligula laat de Aqua Claudia bouwen, het aquaduct loopt over een afstand van ca. 69 kilometer naar Rome en heeft een capaciteit van 184.280 m³ per dag.
- Gaius Asinius Pollio I sticht in Rome de eerste openbare bibliotheek

### Egypte
- Herodes Agrippa I bezoekt Alexandrië, in de stad breken onlusten uit tussen Alexandrijnen en de Joodse gemeenschap.
- Aulus Avillius Flaccus, praefectus Alexandreae et Aegypti, verklaart de Joden tot vreemdelingen en onteert de synagoges.
- 20 oktober - Flaccus wordt na de rellen in Egypte door Caligula uit zijn ambt ontheven.

### Parthië
- Koning Artabanus II overlijdt, er breekt een strijd uit om de troonopvolging tussen zijn zoons Vardanes I en Gotarzes II.

### Palestina
- Herodes Antipas reist naar Rome, om de koningstitel te ontvangen. Hij wordt beschuldigd van verraad en Caligula laat hem arresteren.
- Antipas wordt verbannen naar Gallië, de gebieden waarover hij heerste (Galilea en Perea) worden toegevoegd aan het rijk van Herodes Agrippa I.

## Geboren
- Drusilla, Joods prinses en dochter van Herodes Agrippa I (overleden 79)
- Lucius Calpurnius Piso Licinianus, onderkeizer van het Romeinse Keizerrijk (overleden 69)

## Overleden
- Julia Drusilla (22), dochter van Germanicus en Vipsania Agrippina maior
- Quintus Naevius Sutorius Macro (59), Romeins prefect en staatsman